# Terça
Una terça és una unitat tradicional catalana per a mesurar la massa. Tot i que al segle XX encara es feia servir, apareix, per exemple; al receptari La Teca, publicat el 1924; actualment es considera una unitat obsoleta. Era equivalent a una lliura catalana, és a dir, 400 grams, amb la particularitat que les terces només s'empraven per a pesar la carn.